# Rivière Maskinongé
Pour les articles homonymes, voir Maskinongé.
La rivière Maskinongé est située au nord-est de la région administrative de Lanaudière et au sud-ouest de la région administrative de la Mauricie, au Québec (Canada). 

## Toponymie
Le nom de la rivière provient du maskinongé (Esox masquinongy), une espèce de brochet d'Amérique du Nord. Son nom provient de l'algonquin et signifie brochet difforme.

## Géographie

### Cours

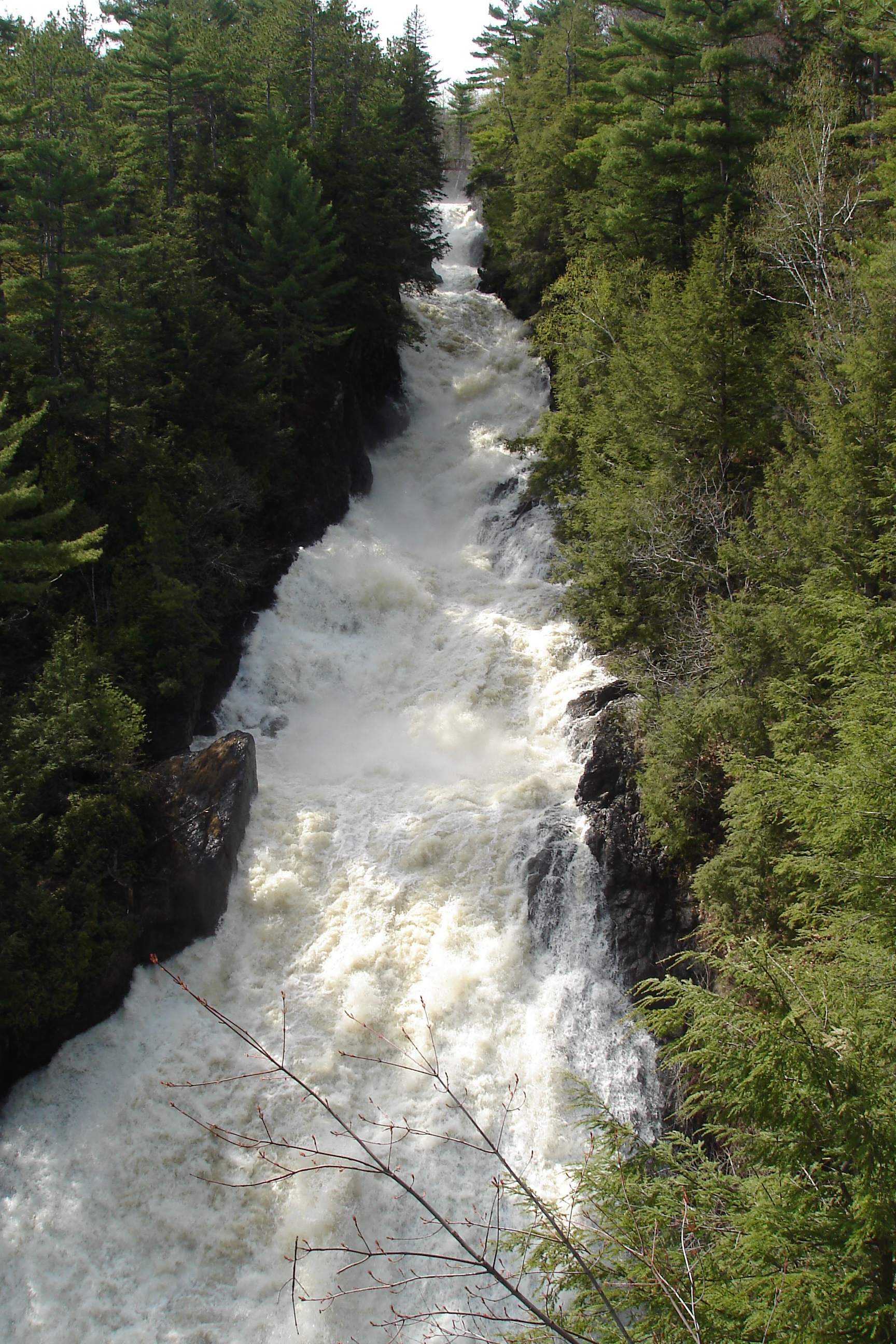
Parc des Chutes-de-Sainte-Ursule.

La rivière d'une longueur totale d'environ 52 km, prend sa source de la décharge du lac Maskinongé (142 m), situé à Saint-Gabriel-de-Brandon, traverse cette municipalité ainsi que celles de Saint-Gabriel et Saint-Didace dans la région de Lanaudière. Puis, dans la région de Mauricie, elle traverse les municipalités de Saint-Édouard-de-Maskinongé, Sainte-Ursule, Saint-Justin, Louiseville et Maskinongé, où elle se déverse dans le fleuve Saint-Laurent (3 m) dans la partie nord-est de l'archipel du Lac Saint-Pierre. 

### Hydrologie
Le bassin versant a une superficie de 1 105 km2. Son débit moyen à son embouchure est de 17,8 m3/s à Sainte-Ursule. Le débit moyen lors des crues printanières est de 143,9 m3/s et son débit d'étiage est de 0,5 m3/s. Elle reçoit les eaux des rivières Mandeville, Blanche et de l'Ormière. Le bassin de la Maskinongé comprend environ 1 700 lacs, dont les plus importants sont les lacs lac Maskinongé(10,1 km2) et des Îles (3,3 km2),. Elle connait deux importantes dénivellation, soit la chute à Lauzon où elle chute de 30 m et les chutes de Sainte-Ursule où elle chute de 70 m.

### Géologie
La section en amont des chutes de Sainte-Ursule fait partie des Laurentides, une section du Bouclier canadien. Ce dernier s'est formé il y a un milliard d'années et était probablement aussi haut que l'Himalaya. Un lent processus d'érosion l'a ramené à son niveau actuel. Quant à la section à l'aval, elle fait partie de la plate-forme du Saint-Laurent.

### Population
Le bassin était habité par 14 000 personnes en 2006. La plus grande agglomération du bassin est la ville de Saint-Gabriel, qui est située sur la rive du lac Maskinongé.

## Milieu naturel
On retrouve 52 espèces de poissons. Les principales espèces sportives sont l'omble de fontaine (Salvelinus fontinalis), le touladi (Salvelinus namaycush) et le maskinongé (Esox masquinongy). On y retrouve aussi le chevalier rouge (Moxostoma macrolepidotum), le crapet de roche (Ambloplites rupestris), la truite brune (Salmo trutta), le ouitouche (Semotilus corporalis), la perchaude (Perca flavescens), le mulet à cornes (Semotilus atromaculatus), le meunier noir (Catostomus commersonii) et la barbotte brune (Ameiurus nebulosus).
Le bassin est fréquenté par 218 espèces d'oiseaux.

## Histoire
Les Attikameks ont utilisé la rivière Maskinongé comme chemin pour passer de la Matawinie à Trois-Rivières. En 1700, les colons français ont commencé à s'établir à Maskinongé. Quant au lac Maskinongé les premiers colons s'y établirent en 1818. Le nord du bassin fut occupé à partir de 1880 par le club Mastigouche, un club privé de chasse et pêche. Celui-ci fut nationalisé dans les années 1970 et intégrée dans la réserve faunique Mastigouche et la zec des Nymphes.